# Bolemila z Radomyšle
Bolemila z Radomyšle byla česká šlechtična, manželka olomouckého komorníka Bavora a matka Bavora I. ze Strakonic.

## Život
Bolemilin původ je neznámý, podle Miroslava Svobody pocházela z Radomyšle nedaleko Strakonic. Podle Simony Kotlárové byl sňatek Bolemily a olomouckého komorníka Bavora také důvod, proč se Bavor přesunul z Olomoucka do jihozápadních Čech. Podle Josefa Vítězslava Šimáka však pocházela Bolemila z rodu Hrabišiců. Jediná zmínka o Bolemile pochází z listiny datované rokem 1225, ve které král Přemysl Otakar I. potvrdil Bolemile donaci johanitskému řádu, i přes odpor svých synů. Další informace již o Bolemile nejsou.